# ستانلي إلكنز
ستانلي إلكنز (بالإنجليزية: Stanley Elkins)‏ هو مؤرخ أمريكي، ولد في 27 أبريل 1925 في بوسطن في الولايات المتحدة، وتوفي في 16 سبتمبر 2013 في Leeds, Massachusetts ‏ في الولايات المتحدة.